# Harald Sverdrup (oceanògraf)
Harald Ulrik Sverdrup (15 novembre 1888 – 21 August 1957) fou un oceanògraf i meteoròleg noruec.
Fou director de Scripps Institution of Oceanography i director del Norwegian Polar Institute.

## Antecedents
Va néixer a Sogndal en Sogn og Fjordane, Noruega. Fou el fill del teòleg Luterà Edvard Sverdrup (1861-1923) i Maria Vollan (1865-1891). La seva germana Mimi Sverdrup Lunden (1894-1955) era educadora i autora. El seu germà Leif Sverdrup (1898-1976) era un General amb el Cos d'Exèrcit dels EUA d'Enginyers. El seu germà Einar Sverdrup (1895–1942) era CEO de la Botiga Norske Spitsbergen Kulkompani.
Sverdrup era estudiant a Bergen Cathedral School en 1901 abans de graduar-se en 1906 a Kongsgård en Stavanger. Va graduar cand. Real. Dins 1914 d'Universitari d'Oslo. Va estudiar sota Vilhelm Bjerknes i va guanyar el seu Dr. Philos. A la Universitat de Leipzig en 1917.

## Carrera

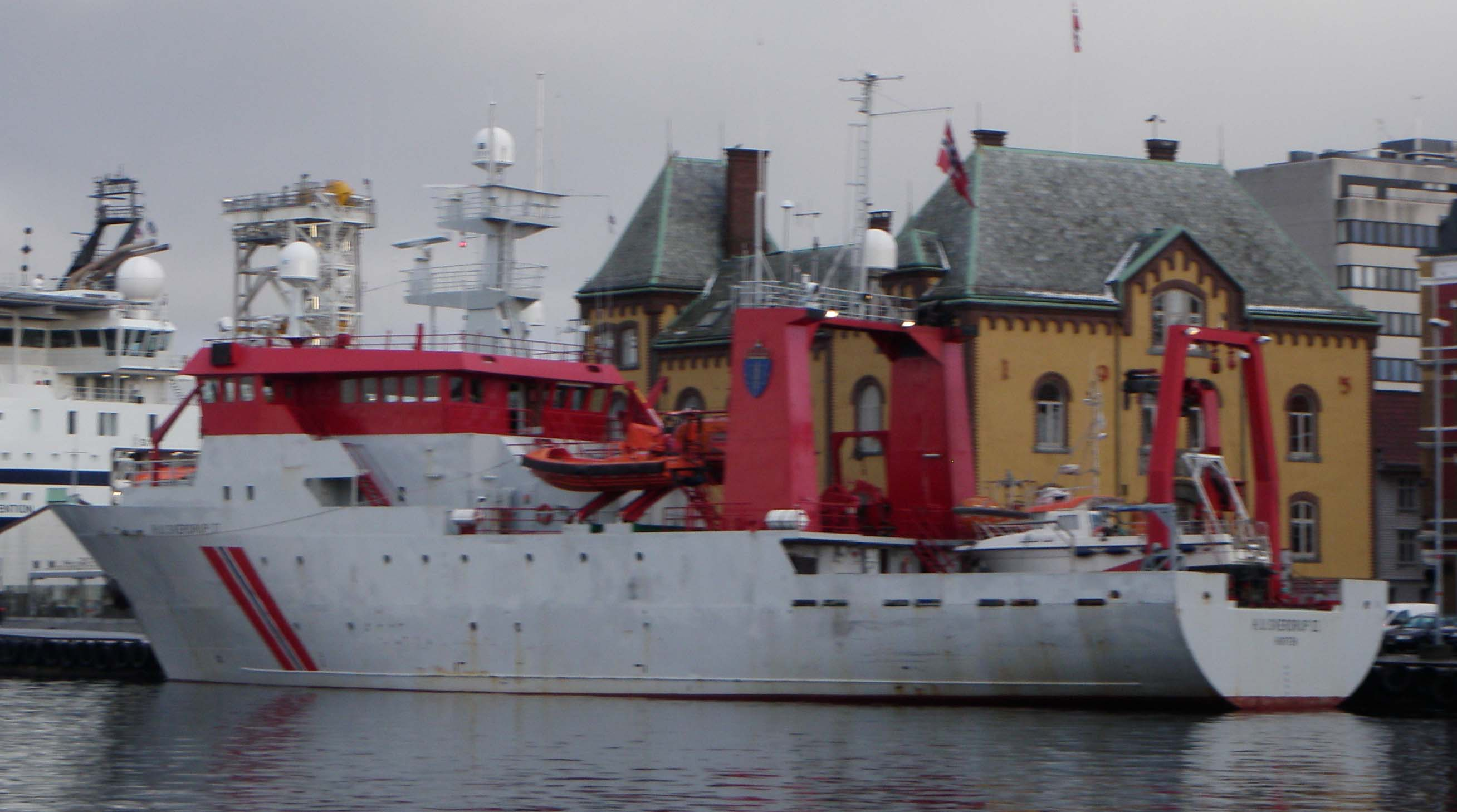
MS H.U. Sverdrup II Vaixell de Recerca

Fou el director científic de l'expedició al Pol del nord de Roald Amundsen a bord la Maud de 1918 a 1925. Els seus mesuraments de profunditats de fons, corrents de marea, i alçades en les àrees de la vasta plataforma del Mar siberià de l'est. Descriví correctament la propagació de marees com ones de Poincare. Al seu retorn d'aquesta expedició llarga que explorà les plataformes continentals del nord de Sibèria, esdevingué catedràtic de meteorologia a la Universitat de Bergen.
Va ser fet director de la Institució Scripps d'Oceanografia en 1936, inicialment per 3 anys però la intervenció en la Segona Guerra Mundial va significar mantenir el lloc fins 1948. Durant 33 expedicions amb el vaixell de recerca E. W. Scripps van permetre que els anys 1938-1941 elaborés una detallada base de dades oceanogràfiques de la costa de Califòrnia. Sverdrup també desenvolupà una teoria senzilla de la circulació general de l'oceà postulant un equilibri dinàmic de vorticitat entre la pressió dinàmica del vent sobre la superfície de l'aigua i el gradient meridional del paràmetre (acceleració) de Coriolis, l'equilibri Sverdrup. Aquest equilibri descriu els girs oceànics allunyats dels marges continentals de les costes asiàtiques.
Després de deixar l'institut Scripps, esdevingué director de l'ens Norwegian Polar Institut en Oslo i continuà contribuint a la recerca en oceanografia, biologia d'oceànica i polar. En oceanografia biològica, la seva Hipòtesi de Profunditat Crítica que va publicar en 1953 fou significativa en l'explicació de l'explosió primaveral de fitoplàncton.
Sverdrup Era un membre d'ambdues l'Acadèmia Nacional de Ciències dels Estats Units i les Acadèmies Noruegues de Ciència. Va exercir com a president de l'Associació Internacional d'Oceanografia Física i del Consell Internacional per l'Exploració del Mar (ICES).
Les seves moltes publicacions inclouen el seu magnum opus Els Oceans: La seva Física, Química i Biologia General[1] per Sverdrup, Martin W. Johnson i Richard H. Fleming (1942, edició nova 1970) el qual va formar el currículum bàsic d'oceanografia pels següents 40 anys a tot arreu del món.

## Vida personal
En 1928, va casar amb Gudrun (Vaumund) Bronn (1893–1983) i va adoptar la seva filla Anna Margrethe.

## Honors
Li van ser atorgades la Medalla William Bowie per l'American Geophysical Union, la Medalla Alexander Agassiz de l'Acadèmia Nacional de Ciències, la Medalla del Royal Geographical Society, la Medalla Vega per la Societat sueca per l'Antropologia i Geografia i l'Ordre suec de l'Estrella Polar.

## Llegat
L'Sverdrup (Sv) És utilitzat en oceanografia física com una abreviatura per un flux volumètric d'un milió de metres cúbics per segon.
El Premi Medalla d'Or Sverdrup va ser anomenat així fent honor al científic per la Societat Meteorològica americana.
El vaixell de recerca noruec M/S H.U. Sverdrup II és anomenat així en el seu honor.
| Precedit per T.Wayland Vaughan | Director del Scripps Institution of Oceanography 1936–1948 | Succeït per Carl Eckart |